# Luca Van Assche
Luca Van Assche (ur. 11 maja 2004 w Woluwe-Saint-Lambert) – francuski tenisista, zwycięzca juniorskiego French Open 2021 w grze pojedynczej.

## Kariera tenisowa
W 2021 roku zwyciężył w juniorskim French Open w grze pojedynczej, pokonując w finale Arthura Filsa 6:4, 6:2.
W 2023 roku zadebiutował w imprezie Wielkiego Szlema podczas turnieju Australian Open. Odpadł wówczas w pierwszej rundzie po porażce z Cameronem Norrie’em.
W karierze zwyciężył w trzech singlowych turniejach cyklu ATP Challenger Tour. Ponadto wygrał jeden singlowy oraz jeden deblowy turniej rangi ITF.
W rankingu gry pojedynczej najwyżej był na 64. miejscu (28 sierpnia 2023), a w klasyfikacji gry podwójnej na 335. pozycji (9 stycznia 2023).

### Finały juniorskich turniejów wielkoszlemowych w grze pojedynczej (1-0)
| Końcowy wynik | Nr | Data            | Turniej            | Nawierzchnia | Przeciwnik  | Wynik finału |
| ------------- | -- | --------------- | ------------------ | ------------ | ----------- | ------------ |
| Zwycięzca     | 1. | 12 czerwca 2021 | French Open, Paryż | Ceglana      | Arthur Fils | 6:4, 6:2     |